# Фёдоровка (Богодуховский район)
Федоровка (укр. Федорівка), село,
Шаровский поселковый совет,
Богодуховский район,
Харьковская область.
Село ликвидировано в ? году.

## Географическое положение
Село Федоровка находится на левом берегу реки Мерчик,
выше по течению на расстоянии в 1 км расположено село Александровка,
ниже по течению на расстоянии в 3 км расположен пгт Шаровка.

## История
- ? — село ликвидировано.